# Justizvollzugsanstalt Herford
Die Justizvollzugsanstalt Herford ist die zweitgrößte der vier Strafanstalten des geschlossenen Vollzugs für Jugendliche in Nordrhein-Westfalen. Sie verfügt über 355 Haftplätze. Das Gelände der Justizvollzugsanstalt Herford liegt in der Neustädter Feldmark zwischen der Werrestraße und der Eimterstraße. Somit befindet sich die JVA in einer zentralen Lage innerhalb der Stadt Herford.

## Geschichte

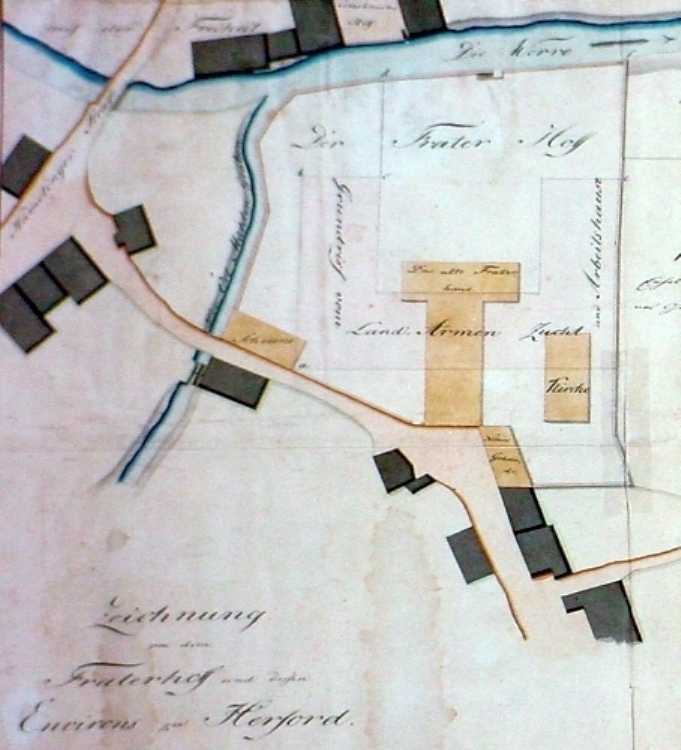
Lageplan des Fraterhofs zur Zeit der Aufhebung 1801; am oberen Bildrand (Westen) die alte Werre, links gekreuzt von der Hämelinger Straße; über die damals bestehenden Gebäude (braun) ist in blassem Farbton der hufeisenförmige Grundriss des geplanten Land-Armen-, Zucht- und Arbeitshauses gelegt.

1801 kaufte der Landrat von Vincke von der Herforder Äbtissin ein Gelände im Bereich der später dort errichteten Bürgerschule Wilhelmsplatz beziehungsweise der Wilhelm-Oberhaus-Schule zur Errichtung einer Königlichen Strafanstalt. Ende 1802 wurden die auf dem Gelände stehenden Gebäude des Fraterhauses, das 1801 aufgelöst worden war, abgebrochen. In der zweiten Jahreshälfte 1804 wurde das Land-Armen- und Zuchthaus fertiggestellt und circa 40 Männer und Frauen aus dem preußischen Gefängnis von Minden nach Herford überführt. Nach Aufhebung der Zuchthäuser in Wesel und Paderborn wurden auch deren Insassen nach Herford verlegt. 1838 saßen 200 Männer und 49 Frauen in der Anstalt ein.
Die JVA an der Eimterstraße wurde in den Jahren 1880 bis 1883 als Kreuzbau errichtet und als preußisches Zuchthaus am 17. September 1883 eröffnet. 1939 wurde die Anlage zum Jugendgefängnis. Ab 1997 erfolgte in mehreren Bauabschnitten eine umfassende bauliche Sanierung. Es entstanden neue Hafthäuser, Wirtschaftsgebäude, Arbeitsgebäude und eine Außenpforte, die Sanierung wurde 2007 abgeschlossen. Nach dem Umbau und der Grundsanierung ist sie die modernste der vier nordrhein-westfälischen Jugendstrafanstalten.
Von 1968 bis 2004 betrieb die JVA im ehemaligen Herforder Amtsgerichtsgefängnis eine Außenstelle. Seit den 1970er Jahren gab es Planungen, die JVA im 1969 eingemeindeten Stadtteil Diebrock neu zu bauen. Dieses wurde jedoch aus Kostengründen zugunsten der nun fast abgeschlossenen Sanierung verworfen.
1984 wurde das Gebäude wegen seines panoptischen Systems unter Denkmalschutz gestellt. Später wurde der Eintrag in die Denkmalliste gelöscht.

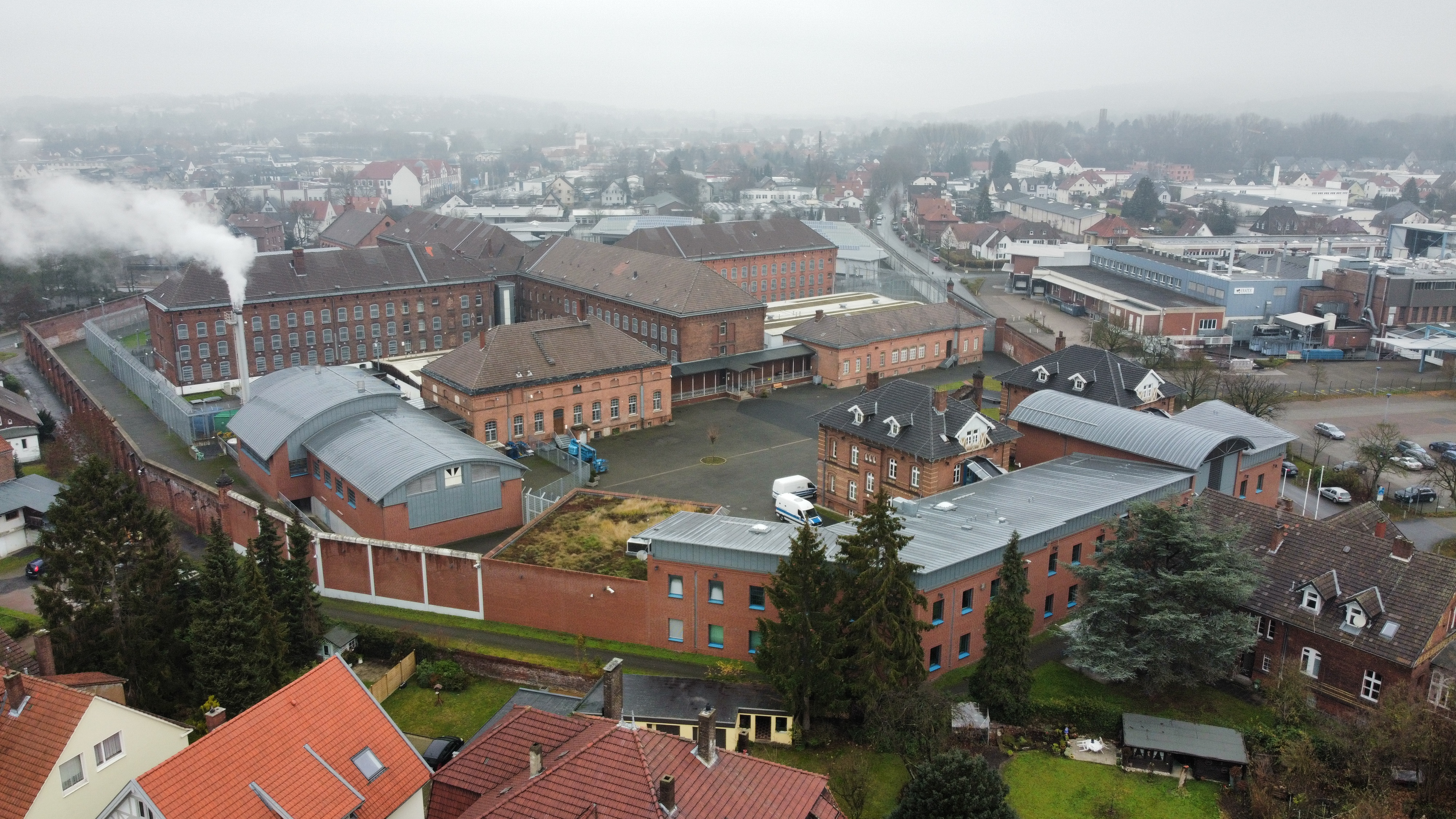
JVA Herford

## Zuständigkeit
Die JVA Herford ist zuständig für den Vollzug von Freiheitsstrafen im Jugendvollzug und Untersuchungshaft bei Jugendlichen und Heranwachsenden, für den Oberlandesgerichtsbezirk Hamm sowie für die Landgerichtsbezirke Bielefeld, Detmold, Dortmund, Essen, Münster und Paderborn.
Die Zuständigkeiten der Justizvollzugsanstalten in Nordrhein-Westfalen sind im Vollstreckungsplan des Landes NRW geregelt (AV d. JM v. 16. September 2003 – 4431 – IV B. 28 -).
Der Anteil der Untersuchungshäftlinge beträgt etwa 25 Prozent.

## Ausbildung und Weiterbildung
Die JVA Herford ist eine der wenigen Anstalten in NRW, die auch die Berufsausbildung für Gefangene anbietet. Es stehen 157 Ausbildungsplätze zur Verfügung. Träger der Ausbildungsmaßnahmen ist das Berufsförderungswerk des Deutschen Gewerkschaftsbundes. Ausgebildet werden:
- Holzmechaniker
- Bäcker
- Modulare Qualifizierung auf dem Gebiet der Backwarenherstellung
- Modulare Qualifizierung auf dem Gebiet Gastgewerbe
- Gebäudereiniger
- Teilezurichter mit Weiterbildung zum Konstruktionsmechaniker
- Modulare Qualifizierung für Metallberufe
- Elektroniker Fachrichtung Energie- und Gebäudetechnik
- Anlagenmechaniker für Sanitär-, Heizungs- und Klimatechnik
- Bauten- und Objektbeschichter mit Weiterbildung zum Maler und Lackierer
- Hochbaufacharbeiter mit Weiterbildung zum Maurer
- Modulare Qualifizierung im Gartenbau[10]

Die Zwischen- und Abschlussprüfungen werden von der Industrie- und Handelskammer (IHK) oder der Kreishandwerkerschaft (HwK) abgenommen. Die Gesellenbriefe, Facharbeiterbriefe lassen nicht auf den Erwerb in einer JVA schließen. Für Inhaftierte mit kürzeren Haftstrafen ist die Ausbildung auch in Lehrabschnitten oder in Lehrgängen mit Teilqualifikation möglich, die nach der Haft außerhalb der JVA ergänzt werden können.
Um den Gefangenen nach der Haft einen möglichst nahtlosen Übergang in die Arbeitswelt zu ermöglichen, werden die beruflichen Förder- und Eingliederungsprogramme der Arbeitsämter und Bildungsträger für ehemalige Strafgefangene genutzt. In der JVA Herford steht ein Mitarbeiter der „MABIS“ (Marktorientierte Ausbildungs- und Beschäftigungsintegration für Strafentlassene) zur Verfügung. MABIS kooperiert mit Ämtern, Bildungsträgern und Arbeitgebern und vermittelt hier Ausbildungs- und Arbeitsplätze im Anschluss an die Haft.
Für Gefangene, die an ein geregeltes Leben gewöhnt werden müssen, gibt es die Arbeitstherapie (ATM).
Die Anstalt verfügt über eigene Versorgungs- und Produktionsbetriebe. Tischlerei und Schlosserei bieten beispielsweise einzel- und seriengefertigte handwerkliche Produkte an. Als Beispiel sei der sogenannte „Knastgrill“ genannt, der weit über die Grenzen der Region hinaus bekannt ist. Weitere Arbeitsplätze stehen in anstaltseigenen Betrieben (Küche, Kleiderkammer, Heizung & Sanitär, Elektro etc.) zur Verfügung.

## Arbeitsplätze in der JVA
In der JVA sind 177 Männer und 34 Frauen beschäftigt. Die meisten Beschäftigten gehören dem Allgemeinen Vollzugsdienst an, weiter gibt es Sozialarbeiter, Psychologen, den medizinischen Dienst, Pädagogen, Geistliche und Juristen.

## Freizeit der Gefangenen
In Zusammenarbeit mit der Herforder Musikschule wurde im Jahre 2007 ein Musical einstudiert und außerhalb der JVA aufgeführt, u. a. auch im Museum MARTa Herford.
Außerdem gibt es die Gefangenenzeitung „Popshop“, die seit ihrer Gründung in Kooperation mit Oberstufenschülern des Gymnasiums der Georg-Müller-Schule Bielefeld erstellt und herausgegeben wird. Es ist deutschlandweit das einzige Projekt dieser Art. Die Zusammenarbeit wurde 2020 und 2021 von dem Preis „demokratisch handeln“ ausgezeichnet und 2021 für den Deutschen Engagementpreis nominiert.

## Edgar Selge

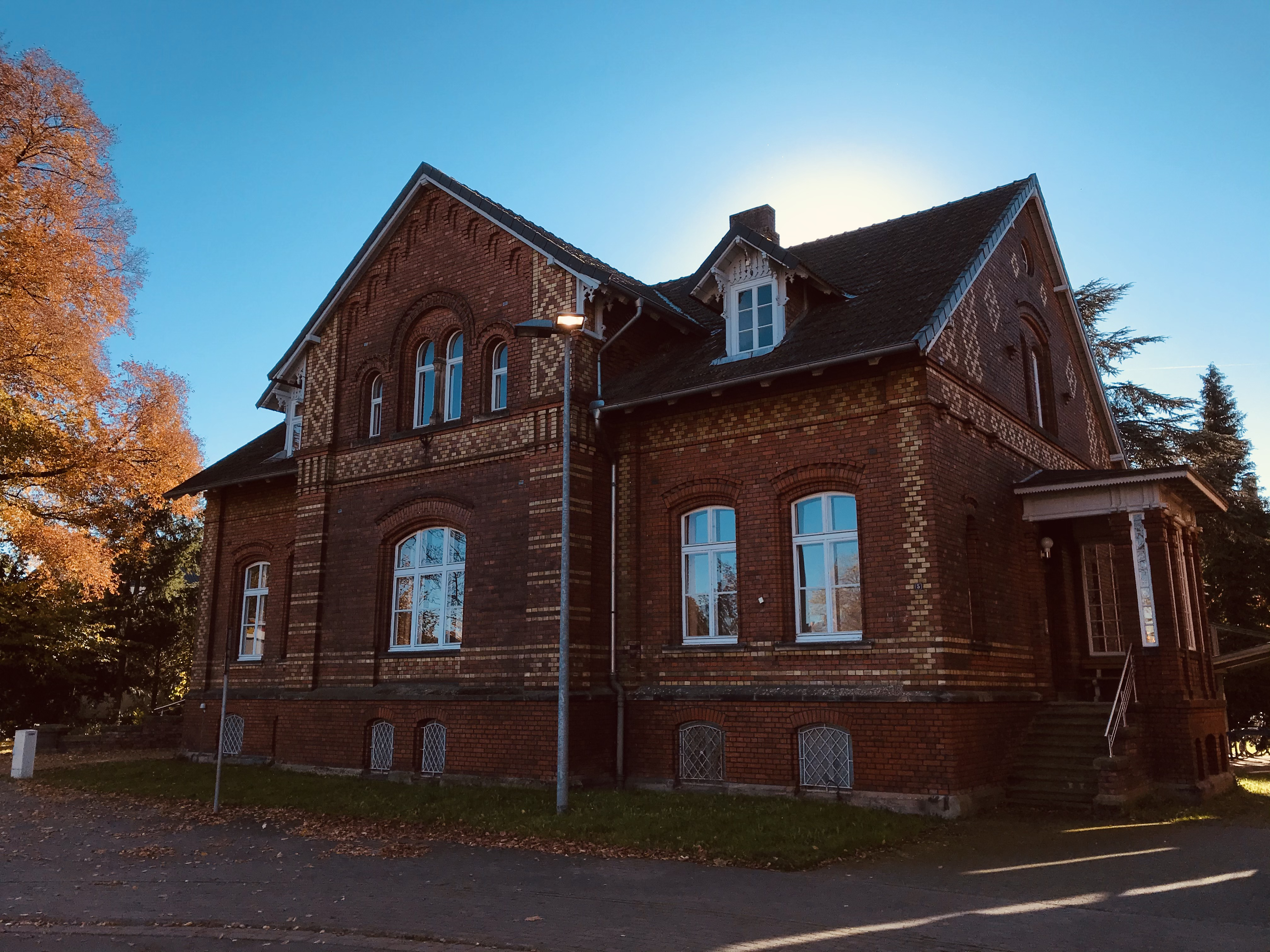
Eimterstraße 5: Edgar Selges Herforder Elternhaus vor dem Haupteingang der JVA

In den 1950er und 1960er Jahren war der Vater des Schauspielers Edgar Selge Leiter der JVA, wo die Familie in der Dienstwohnung vor dem Haupteingang der JVA wohnte. Die Gefangenen waren häufig zu Gast in der Wohnung, wo der Vater für sie Klavierkonzerte gab. Edgar Selge sammelte seine ersten schauspielerischen Erfahrungen auf der Bühne der JVA, während er Schüler des Herforder Friedrichs-Gymnasiums war. Persönliche Erlebnisse aus dieser Zeit beschreibt er in seinem 2021 erschienenen Buch Hast du uns endlich gefunden.